# 1044
| [ Edytuj tabelę ]          |                                                  |
| Książę Polski              | - 1034 Kazimierz I Odnowiciel 1058               |
| Król Angkoru               | - 1010 Surjawarman I 1048                        |
| Król Anglii                | - 1042 Edward Wyznawca 1066                      |
| Król Aragonii i Nawarry    | - 1035 Ramiro I 1063                             |
| Hrabia Barcelony           | - 1035 Rajmund Berengar I 1076                   |
| Książę Bawarii             | - 1042 Henryk VII 1047                           |
| Książę Burgundii           | - 1032 Robert I 1076                             |
| Cesarz Bizancjum           | - 1042 Konstantyn IX Monomach 1055               |
| Cesarz Chin                | - 1022 Song Renzong 1063                         |
| Książę Czech               | - 1035 Brzetysław I 1055                         |
| Król Danii                 | - 1042 Magnus I Dobry 1047                       |
| Władca Egiptu              | - 1036 Al-Mustansir 1094                         |
| Król Francji               | - 1031 Henryk I 1060                             |
| Król Gruzji                | - 1027 Bagrat IV 1072                            |
| Hrabia Holandii            | - 1039 Dirk IV 1049                              |
| Cesarz Japonii             | - 1036 Go-Suzaku 1045                            |
| Kalif                      | - 1031 Al-Ka’im 1075                             |
| Król Kastylii              | - 1035 Ferdynand I Wielki 1065                   |
| Wielki książę Kijowa       | - 1019 Jarosław Mądry 1054                       |
| Patriarcha Konstantynopola | - 1043 Michał I Cerulariusz 1058                 |
| Władca Korei               | - 1034 Chŏngjong 1046                            |
| Król Leónu                 | - 1037 Ferdynand I Wielki 1065                   |
| Król Norwegii              | - 1035 Magnus I Dobry 1047                       |
| Książę Obodrzyców          | - 1043 Gotszalk 1066                             |
| Hrabia Palatynatu          | - 1034 Otto I ze Szwabii 1045                    |
| Papież                     | - 1032 Benedykt IX 1045                          |
| Hrabia Portugalii          | - 1028 Mendo III 1050                            |
| Książę Saksonii            | - 1011 Bernard II 1059                           |
| Król Szkocji               | - 1040 Makbet 1057                               |
| Król Szwecji               | - 1022 Anund Jakub 1050                          |
| Doża Wenecji               | - 1043 Domenico Contarini 1071                   |
| Król Węgier                | - 1041 Samuel Aba 1044 - 1044 Piotr Orseolo 1046 |

Rok 1044 / MXLIV
stulecia: X wiek ~
XI wiek ~
XII wiek

lata: 1034 «
1039 «
1040 «
1041 «
1042 «
1043 «
1044
» 1045
» 1046
» 1047
» 1048
» 1049
» 1054

## Wydarzenia w Polsce
- Fundacja pierwszego klasztoru na ziemiach polskich (opactwo benedyktynów w Tyńcu); opatem został Aaron.

## Wydarzenia na świecie
- 5 lipca – miała miejsce bitwa pod Ménfő; pokonany król Węgier Samuel Aba został zamordowany.

## Urodzili się
- Doushuai Congyue – chiński mistrz chan ze szkoły linji (zm. 1091)

## Zmarli
- 5 lipca – Samuel Aba, król Węgier (ur. ok. 990)